# Dangrad

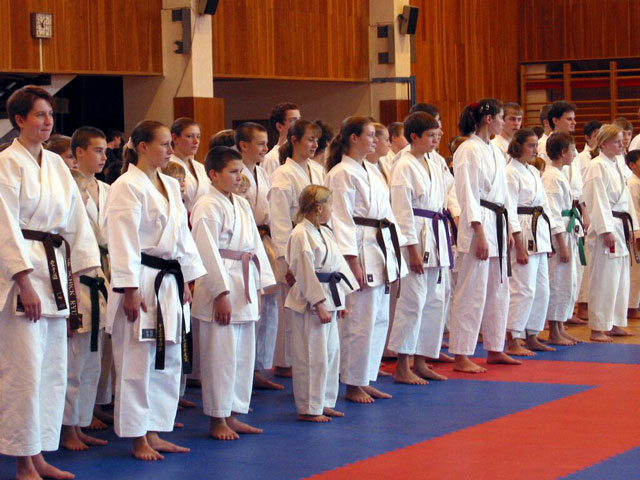
Bältets färg talar om vilken dan judoutövaren tillhör.

Dangrad (japanska: 段位?, dan'i) är en japansk nivågradering som används inom ett flertal kulturella utövningar med japanskt ursprung. Ofta har man ett graderingssystem som innefattar kyū- och dangrader, där kyūgraderna är lägre än dangraderna. I allmänhet tar man graderna en i taget, och klättrar långsamt uppför gradstegen.

## Kyū och dan
Dangrader brukar mest förknippas med budō, de traditionella japanska kampsporter, där dangrader brukar utmärkas med svart bälte medan kyūgrader har vita eller färgade bälten. Undantag finns; i kyūdō utdelas kyū- och dangrader men bältet är bara en klädesdetalj, vars färg inte har med grad att göra. Dangradering från Japan brukar kosta ganska mycket pengar, från 1000 svenska kronor och uppåt.
Antalet dangrader varierar mellan olika arter, stilar och organisationer. Upp till åtta eller tio är vanligt, men det förekommer både fler och färre. Dangraderna numreras nerifrån och upp, med räkneord som betyder första, andra, tredje och så vidare:
1. Shodan
2. Nidan
3. Sandan
4. Yondan
5. Godan
6. Rokudan
7. Nanadan eller shichidan
8. Hachidan
9. Kyūdan
10. Jūdan

## I andra sammanhang
Även i de koreanska kampkonsterna, som taekwondo och hapkido, benämnes svartbältesgraderna dan. Utöver kampsporter används dangrader exempelvis inom de logiska brädspelen renju och go, blomsterarrangeringskonsten ikebana och teceremoni.